# Danuta Kozáková
Danuta Kozáková (* 11. ledna 1987 Budapešť) je maďarská reprezentantka v rychlostní kanoistice, dvojnásobná olympijská vítězka na kajaku z olympiády 2012. Je členkou klubu Újpesti TE. Její matka pochází z Polska, proto má polské křestní jméno.
Na olympiádě 2012 vyhrála individuální závod na 500 metrů i závod čtyřkajaků na stejné trati spolu s Gabriellou Szabóovou, Katalin Kovácsovou a Krisztinou Fazekasovou Zurovou. Je také jedenáctinásobnou mistryní světa a šestinásobnou mistryní Evropy.
Je držitelkou Maďarského záslužného kříže, v roce 2012 byla jmenována čestnou občankou Budapešti.

## Výsledky
Mistrovství Evropy v rychlostní kanoistice
- 1. místo 2011 K-1 500 m
- 1. místo 2011 K-2 200 m
- 1. místo 2013 K-4 500 m
- 1. místo 2014 K-1 500 m
- 1. místo 2014 K-1 200 m
- 1. místo 2014 K-4 500 m
- 2. místo 2011 K-4 500 m
- 2. místo 2012 K-4 500 m
- 2. místo 2013 K-1 500 m

Evropské hry
- 1. místo 2015	K-1 500 m
- 1. místo 2015	K-4 500 m
- 3. místo 2015	K-1 200 m

Mistrovství světa juniorů v rychlostní kanoistice
- 1. místo 2003 K-1 500 m
- 1. místo 2003 K-2 500 m
- 1. místo 2005 K-1 500 m
- 1. místo 2005 K-1 1000 m
- 2. místo 2003 K-2 1000 m